# Józef Szajna

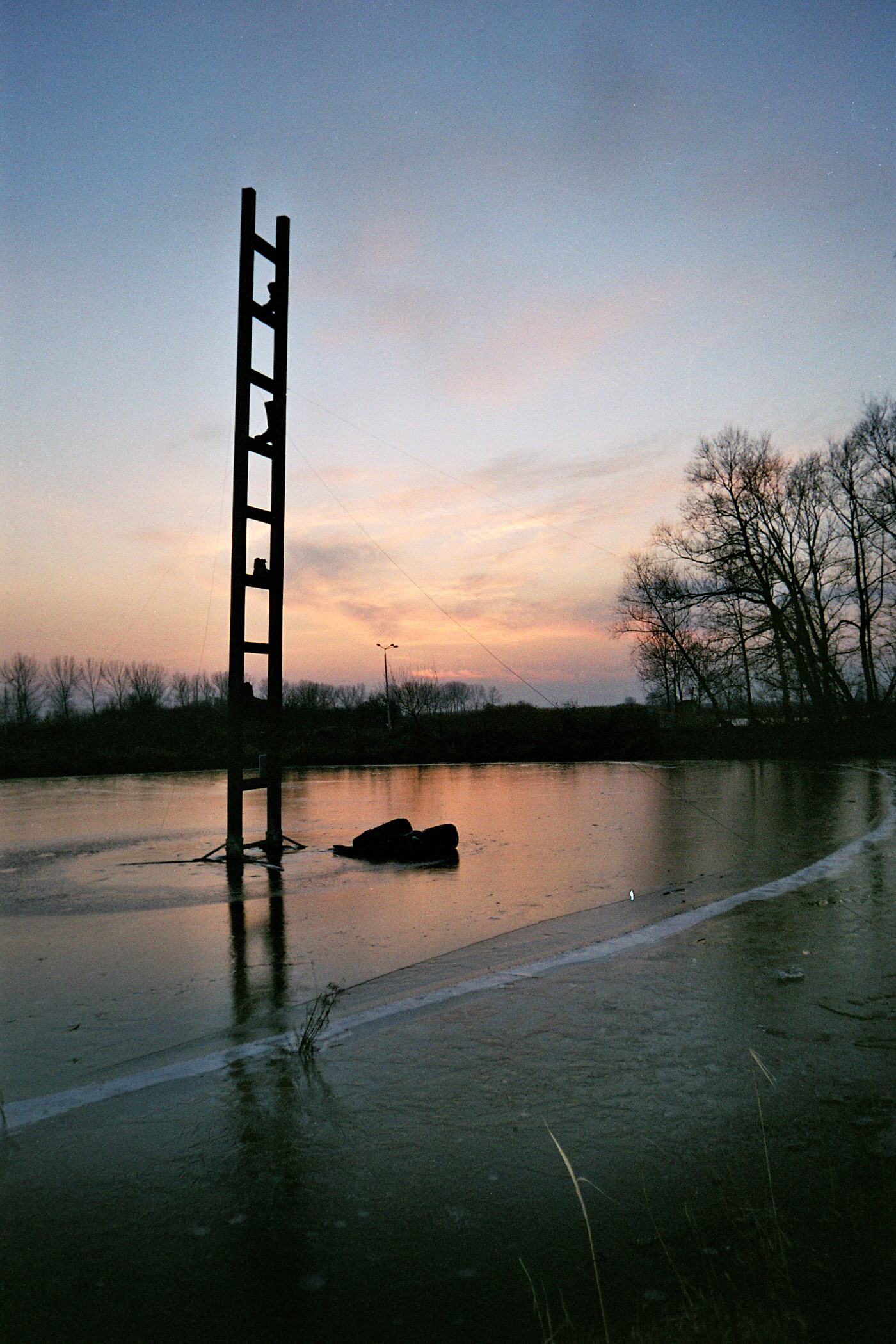
Ladder to Heaven Polish Sculpture Center, Orońsko

Józef Szajna (Rzeszów, 13 maart 1922 – Warschau, 24 juni 2008) was een Poolse beeldend kunstenaar en toneelregisseur.

## Leven en werk
Szajna sloot zich, na de Duitse inval van Polen in 1939, aan bij het Pools verzet en werd in 1940 door de Gestapo in Tsjecho-Slowakije gearresteerd. Hij werd vastgezet in het concentratiekamp Auschwitz, dat aanvankelijk was opgezet als kamp voor politieke tegenstanders en mensen uit het verzet. In 1943 deed hij een poging te ontsnappen, waarna hij als dwangarbeider terechtkwam in het werkkamp Schönebeck van concentratiekamp Buchenwald. Tijdens een Todesmarsch naar concentratiekamp Sachsenhausen en verder naar Schwerin in april 1945 wisten honderden gevangenen, waaronder Szajna bij het oversteken van de Elbe te vluchten. Twee jaar heeft hij in een kamp gezeten voor voormalige Poolse soldaten en dwangarbeiders in Haren. In 1947 kon hij terugkeren naar Polen.
Na terugkeer studeerde hij grafische kunst (1952) en decorontwerp (1953) aan de kunstacademie van Krakau. Na beëindiging van zijn studie bleef hij nog negen jaar als docent in Krakau. Van 1972 tot zijn dood was hij hoogleraar aan de kunstacademie van Warschau (Akademii Sztuk Pięknych w Warszawie). In 2000 werd hem in de Duitse stad Oldenburg een eredoctoraat verleend.
Naast zijn werken als beeldend kunstenaar (grafiek, tekeningen, schilderijen, sculpturen en assemblages) is Szajna internationaal vooral bekend geworden door zijn werk voor het Pools theater. Hij was toneelschrijver, decorontwerper, regisseur en artistiek directeur van het Volkstheater van Nova Huta (Teatr Ludowy), een stadswijk van Krakau. Ook was hij betrokken bij het Stary Teatre in Krakau, het Teatre Śląski in Katowice, het Teatre Wspólczesny in Wroclaw en het Teatre Polski in Warschau. In 1971 stichtte hij zijn eigen Teatre Klasycny (klassiek theater) in Warschau. Tien jaar later legde hij de functie van directeur weer neer vanwege het uitroepen van de staat van beleg door generaal Wojciech Jaruzelski.

## Kunst- en herdenkingsprojecten
- 1969 Reminiscencje een werk, opgezet om de Poolse kunstenaars te herdenken die in de concentratiekampen waren omgekomen. In 1970 vertegenwoordigde hij Polen op de Biënnale van Venetië met deze installatie.
- 1987 Drang nach Osten - Drang nach Westen poging tot verzoening van het barbarisme met het totalitarisme.
- 1994 Szajna nam het initiatief tot het bouwen van een herdenkings- en verzoeningsheuvel bij Auschwitz. Dit project loopt nog steeds[1]. Een sculptuur voor de herdenkingsplaats werd in 2005 door Szajna ontworpen: Przejście (Opening)